# Lev (voornaam)
De naam Lev (Russisch: Лев, Hebreeuws: לב) kan van verschillende oorsprong zijn. Het is meestal een voornaam, slechts in enkele gevallen een achternaam.
Enerzijds komt de naam uit het Hebreeuws en betekent het hart, anderzijds bestaat de Oost-Slavische (Russische) variant dat zich als leeuw laat vertalen. Er bestaat dus geen verband tussen de Hebreeuwse en Russische variant.
Bij Duitse Joden met een levitische oorsprong komen varianten als Levy, Levi, Levitz en Leffmann voor. Onder invloed van aanpassing en assimilatie werd Lev zeer regelmatig vervangen door de Jiddische variant Leib (לייב). De Duitse varianten van de naam zijn Löw, Loew, Löwe en Loewe. Al deze namen zijn achternamen met de betekenis leeuw.
De Latijnse variant is Leo, de Griekse variant Leon (Λέων).
Hoewel het vrij zelden gebeurt, wordt de naam in Israël ook aan Joodse meisjes gegeven.

## Bekende naamdragers
- Lev Artsimovitsj (1909-1973), Sovjet-Russisch fysicus
- Lev Berg (1876-1950), Russisch geograaf en dierkundige
- Lev Boertsjalkin (1939-2004), Russisch voetballer en trainer
- Lev Djomin (1926-1998), Russisch kosmonaut
- Lev Gorn (1971), Amerikaans-Russisch acteur
- Lev Grossman (1969), Amerikaans schrijver
- Lev Gutman (1945), Duits-Israëlisch schaker
- Lev Ivanov (1834-1901), Russisch balletdanser en choreograaf
- Lev Jasjin (1929-1990), Sovjet-Russisch voetballer
- Lev Kamenev (1883-1936), Sovjet-Russisch politicus
- Lev Koelesjov (1899-1971), Russisch regisseur en filmtheoreticus
- Lev Kopelev (1912-1997), Russisch germanist, schrijver en dissident
- Lev Landau (1908-1968), Sovjet-Russisch natuurkundige
- Lev Psachis (1958), Russisch-Israëlisch schaker
- Lev Poloegajevski (1934-1995), Russisch schaker
- Lev Pontrjagin(1908-1988), Sovjet-Russisch wiskundige
- Lev Roednev (1885-1956), Sovjet-Russisch architect
- Lev Sjestov (1866-1938), Oekraïens-Russisch-Joods filosoof
- Lev Tolstoj (1828-1910), Russisch schrijver, filosoof en politiek denker
- Lev Trotski (1879-1940), Russisch marxistische revolutionair en theoreticus
- Lev Tsjorny (1878-1921), Russisch theoreticus, activist en dichter
- Lev Vygotski (1896-1934), Wit-Russisch onderwijs- en ontwikkelingspsycholoog

## Trivia
- De Amerikaans-Joodse acteur Liev Schreiber is vernoemd naar de Russische schrijver Lev Tolstoj.